# Blue 4 U
Blue 4 U va ser un grup català de música europop que cantava en anglès. Van tenir èxit a Espanya a la fi de la dècada de 1990.

## Història
Originaris de Barcelona, el grup estava format per Txell Sust, Lucía Diéguez i Toni. El seu salt a la fama es va produir quan el seu tema Happy World es va usar per a l'espot publicitari de la marca de cervesa Estrella Damm, convertint-se en la cançó de l'estiu de 1998: el hit va arribar al número 1 de les llistes de senzills espanyols i també dels 40 Principals. El tema havia sigut editat per la discogràfica BMG, però la companyia no va arribar a publicar cap àlbum amb la banda.
El 1999, en Toni deixà el grup, i fou reemplaçat pel Lexter Aubery Smart, nascut a Oxford. Amb la nova formació, el grup va tornar a posar música a l'anunci estiuenc d'Estrella Damm amb el tema Livin' In Jam. La cançó tornà a ser un èxit per al grup, arribant al número 3 en les llistes oficials de senzills i al número 1 dels 40 Principals. El grup també va gravar quatre cançons per a la banda sonora de la pel·lícula espanyola d'animació Goomer, entre els quals el reeixit senzill Boom Boom.
El setembre de 1999 es publicà per fi l'àlbum debut del grup, titulat The Blue Experience, produït per Jordi Cubino i editat per Vale Music, que no obstant això passà bastant desapercebut i no va entrar a les llistes d'èxits. Un altre senzill de l'àlbum, The Furby Song, tampoc tingué gaire èxit. L'any 2000, el grup se separà.

## Carreres personals
Després de la dissolució del grup, Txell Sust i Lexter van continuar les seves carreres musicals en solitari. Sust ha publicat àlbums d'estil jazz-blues, a més de treballar com a corista per a múltiples artistes, entre ells Alejandro Sanz, amb qui ha col·laborat en totes les seves gires des de l'any 2000.
Lexter va publicar un àlbum en 2003 titulat Unbroken, del qual el seu primer senzill, Jump, Jump!, fou utilitzat de nou en l'espot publicitari d'Estrella Damm. En 2005, va col·laborar amb la cantant Natalia en el tema I love this game sota el nom artístic d'AT, i en 2008 va participar en el disc de la marató.
Lucía Diéguez és directora i professora d'una acadèmia de ballet en una població pròxima a Barcelona.

## Discografia

### Àlbums
- The Blue Experience (1999)

### Senzills
- «Happy World» (1998)
- «Boom Boom» (1999)
- «Livin' In Jam» (1999)
- «The Furby Song» (1999)
- «Blue» (1999)